# Mezquita Dar-Ibrahim
La Mezquita Dar-Ibrahim (en español: Mezquita Dar-Ibrahim) es una mezquita en San Salvador, El Salvador.

## Historia
La mezquita fue construida en 2007.

## Arquitectura
La mezquita se asemeja a la forma de una casa sin cúpula ni minarete.